# Kinderwhore

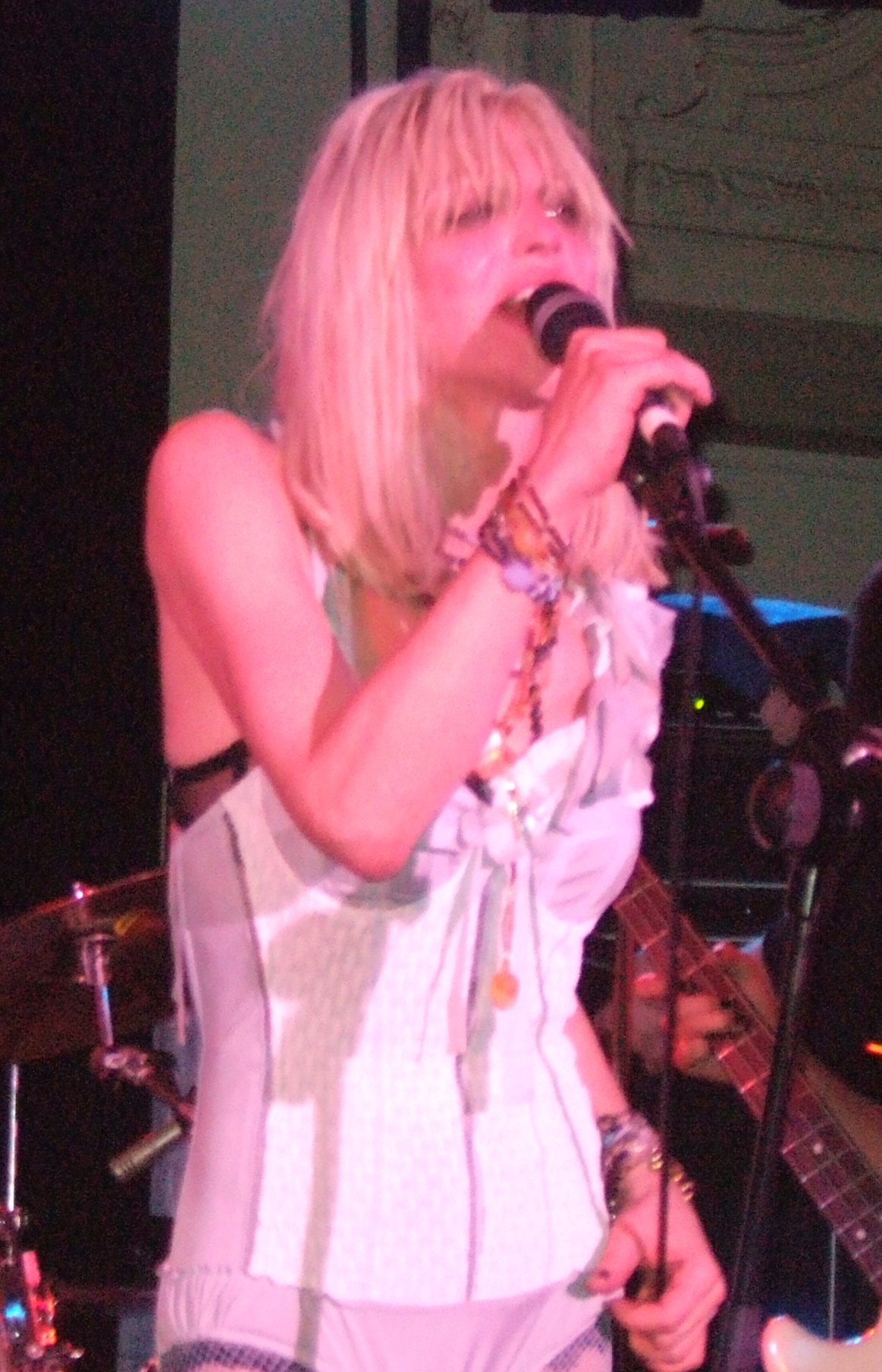
Courtney Love

Kinderwhore was een kledingstijl uit de grungescene, die door een handjevol vrouwelijke leden van punkrock- en grungebands in het midden van de jaren 90 van de twintigste eeuw gedragen werd.
Kinderwhore werd gekenmerkt door gescheurde en verknipte, typisch vrouwelijke nachtkleding zoals negligés en babydolls, gecombineerd met leren laarzen en het overtollig gebruik van make-up. De exacte herkomst van de stijl is niet bekend, maar Courtney Love wordt over het algemeen beschouwd als trendsetter.